# Eurata obsoleta
Eurata obsoleta är en fjärilsart som beskrevs av Max Wilhelm Karl Draudt 1931. Eurata obsoleta ingår i släktet Eurata och familjen björnspinnare. Inga underarter finns listade i Catalogue of Life.